# Pierścień Jednorożca
Pierścień Jednorożca – pierścień gwiazd dokoła Drogi Mlecznej. Jest uważany za strumień gwiazd, który oderwał się od galaktyki Karzeł Wielkiego Psa i połączył z Drogą Mleczną na przestrzeni miliardów lat. Jest to złożona struktura w kształcie pierścienia, która owija się wokół naszej galaktyki trzy razy, ukształtowana przez długie włókno gwiazd wypchniętych z galaktyki Karła Wielkiego Psa przez siły pływowe, wskutek orbitowania wokół Drogi Mlecznej. Pierścień ma masę 100 milionów mas Słońca i długość 200 000 lat świetlnych.
Strumień został zaobserwowany po raz pierwszy w 2002 przez astronomów przeprowadzających projekt Sloan Digital Sky Survey. W 2006 roku badanie danych z projektu 2MASS zasiało wątpliwości co do natury pierścienia, pokazując dane sugerujące, iż pierścień jest właściwie częścią zakrzywionego dysku galaktycznego Drogi Mlecznej. Jednak obserwacje przy wykorzystaniu teleskopu AAT (opublikowane w 2007) sugerują, że zakrzywiony dysk nie może tworzyć zaobserwowanej struktury, więc musi być ona uformowana przez jego wybrzuszenie lub mieć pochodzenie pozagalaktyczne.